# Распопова, Нина Максимовна
Ни́на Макси́мовна Распопова (31 декабря 1913 года — 2 июля 2009 года) — командир звена 46-го гвардейского ночного бомбардировочного авиационного полка 325-й ночной бомбардировочной авиационной дивизии 4-й воздушной армии 2-го Белорусского фронта, гвардии старший лейтенант. Герой Советского Союза (1946).

## Биография
Нина Распопова родилась 31 декабря 1913 года в селе Магдагачи Приморской области, входящей в состав Приамурского генерал-губернаторства (ныне районный центр Магдагачинского района Амурской области) в семье простого русского рабочего. Русская.
Окончила горнопромышленное училище, лётную школу в Хабаровске (школой руководила первая советская лётчица Зинаида Кокорина) и Курсы усовершенствования командного состава при Центральном аэроклубе в Москве. Работала геологом, инструктором-лётчиком в аэроклубах в городах Омск и Мытищи Московской области.
В Красной Армии с октября 1941 года. На фронтах Великой Отечественной войны с мая 1942 года. Член ВКП(б)/КПСС с 1942 года.
Командир звена 46-го гвардейского ночного бомбардировочного авиаполка (325-я ночная бомбардировочная авиадивизия, 4-я воздушная армия, 2-й Белорусский фронт) гвардии старший лейтенант Распопова к концу войны совершила 805 боевых вылетов, нанеся большие потери врагу в живой силе и боевой технике.
После войны отважная лётчица — в запасе, а затем в отставке. Работала ответственным секретарём Мытищинского районного отделения общества «Знание». Вела активную общественную деятельность. Жила в городе Мытищи.
Нина Максимовна Распопова умерла 2 июля 2009 года на 96-м году жизни. Похоронена на Волковском кладбище в Мытищах.
На Бульваре ветеранов в Мытищах 9 сентября 2010 года открыт мемориальный комплекс, посвящённый Нине Распоповой.

## Награды и звания
- Указом Президиума Верховного Совета СССР от 15 мая 1946 года за образцовое выполнение боевых заданий командования и проявленные мужество и героизм в боях с немецко-фашистскими захватчиками гвардии старшему лейтенанту Распоповой Нине Максимовне присвоено звание Героя Советского Союза с вручением ордена Ленина и Медали «Золотая Звезда» (№ 9011).
- Орден Дружбы народов (07.04.1994) — за заслуги в ветеранском движении и активное участие в патриотическом воспитании молодёжи[6].
- Два ордена Красного Знамени (19.10.1942, 14.12.1944).
- Три ордена Отечественной войны I степени (22.2.1944, 15.06.1945, 11.03.1985).
- Награждена медалями.
- Почётный гражданин Мытищинского района Московской области (1997).